# Катастрофа Як-40 в Бердянську
Катастрофа Як-40 в Бердянську — сталася у п'ятницю 19 червня 1987 року поблизу Бердянська, в результаті чого загинули 8 осіб.

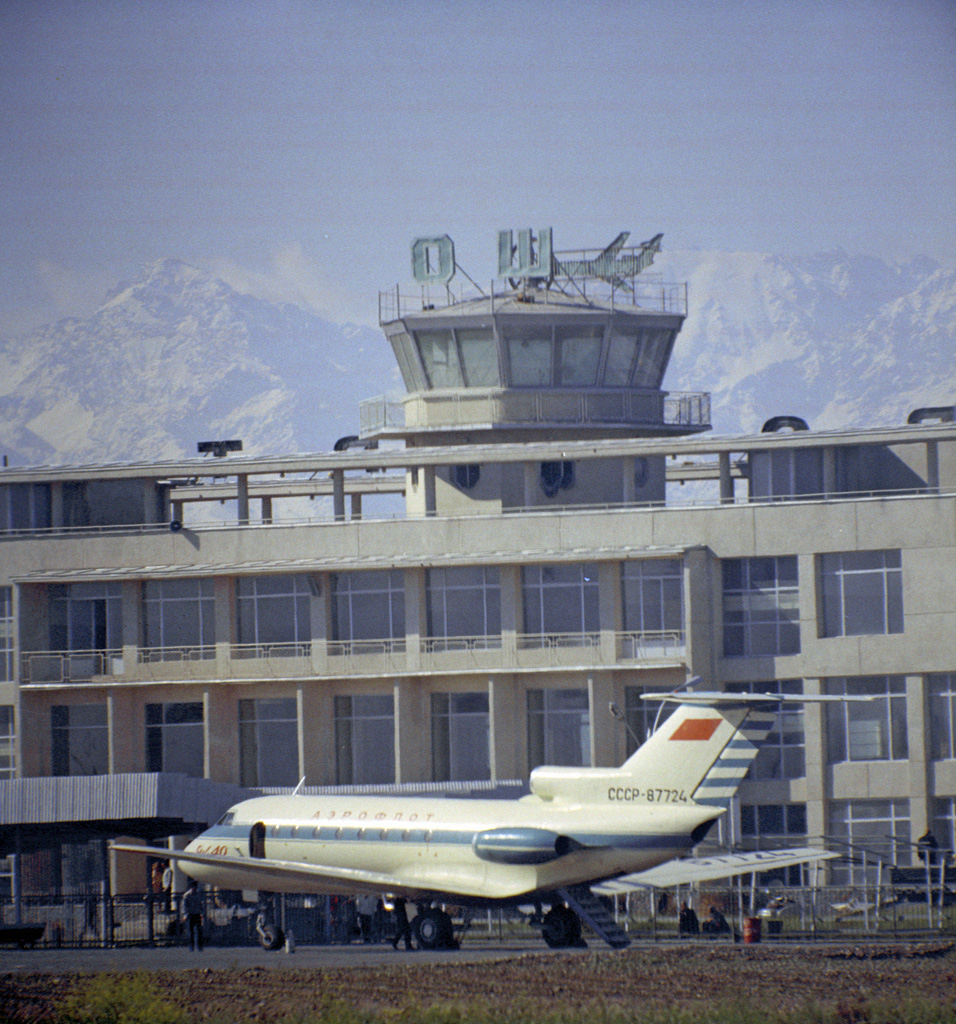
Літак Як-40

## Літак
Як-40 з бортовим номером 87826 (заводський № — 9241824, серійний — 24-18) був випущений Саратовським авіаційним заводом у 1972 році і переданий Міністерству цивільної авіації, яке до 17 листопада направило його в Запорізький авіазагін Українського управління цивільної авіації.

## Катастрофа
Літак пілотував екіпаж з 100-го льотного загону, командиром (КВС) якого був В. Кучер. Раніше в цей день екіпаж вже виконав рейс Н-551 з Запоріжжя в Одесу, тепер же мав виконати рейс Н-528 з Одеси в Бердянськ.
Після проведення передпольотної підготовки екіпаж отримав прогноз погоди в Бердянську, згідно з яким очікувалася 7-бальна кучева хмарність висотою 800 метрів і з верхньою межею 8 кілометрів, туман, злива, гроза, вітер північно-східний помірний, видимість 6 кілометрів. Отримавши такий прогноз погоди, командир ухвалив рішення на виліт.
О 10:07 Як-40 злетів з Одеського аеропорту і після набору висоти зайняв ешелон 6300 метрів. На його борту перебували 5 членів екіпажу і 24 пасажири.
О 10:58:20 екіпаж перейшов на зв'язок з диспетчером КДП Бердянського аеропорту і доповів йому розрахунковий час прибуття, а також запросив фактичну погоду в аеропорту. У відповідь диспетчер дав їм погоду за 10:50 (суцільна хмарність висотою від 210 метрів, помірний східно-північно-східний вітер, видимість 4 кілометри), а також вказав тиск аеродрому (749 мм рт.ст.) і що посадка буде здійснюватися за курсом 90°, при цьому попередивши про вологу ЗПС.
Об 11:08:15 з борту літака доповіли про заняття висоти 2100 метрів і запитали дозвіл на подальше зниження. У відповідь диспетчер вказав їм, що вони знаходяться за 75 кілометрів від аеропорту по азимуту 260° (захід), а також дав команду поки зберігати висоту 2100 метрів. Але так як літак летів в потужних дощових хмарах, то об 11:09:05 запросив дозвіл знизитися, на що їм було дано дозвіл знижуватися до висоти ешелону переходу 1200 метрів.
Про заняття цієї висоти було повідомлено об 11:10:55, коли літак знаходився за 65 кілометрів від аеропорту, а через 15 секунд (11:11:10) диспетчер дозволив знижуватися до висоти кола 500 метрів тиску аеродрому.
Екіпаж почав виконувати зниження, при цьому, в порушення інструкцій, не назвавши, яку схему заходження на посадку вони вибрали.
Об 11:11:46 диспетчеру КДП надійшла інформація від метеоспостерігача, що з південного заходу підходить гроза, при цьому видимість знизиться до 2000 метрів, а так як на БПРМ метеоспостерігачі були відсутні, то метеорологічний мінімум аеропорту був 200×2500 метрів, тобто очікувалося його порушення.
В таких умовах диспетчер повинен був закрити аеропорт і дати вказівку екіпажу йти на запасний аеродром, але він цього не зробив. Об 11:12:27 метеоспостерігач повторно доповів, що спостерігаються серпанок і денний туман, а видимість становить 2000 метрів, проте диспетчер КДП і цього разу не став закривати аеропорт, а також заміряти нові значення коефіцієнта зчеплення в умовах зливи.
Заступник начальника аеропорту в той день був за диспетчера ПДП (посадки), але він також не став закривати аеропорт і направляти рейс Н-528 на запасний аеродром. Також він не повідомив диспетчеру КДП, що посадковий радіолокатор показує наявність грозових осередків, які перешкоджали виконанню заходу по системі РСП. Не отримавши даних про реальну погодної обстановки, екіпаж не зміг прийняти своєчасного рішення йти на запасний аеродром. Інженер-синоптик АМСЦ при цьому також порушила інструкції, коли не повідомила про необхідність виїзду метеоспостерігача на БПРМ.
Об 11:16:47 екіпаж запитав, яка в аеропорту видимість і чи працює радіолокатор, на що диспетчер КДП відповів, що видимість становить 2000 метрів, а радіолокатор працює.
Тоді екіпаж вирішив сідати в аеропорту по системі РСП+ОСП за встановленим для цієї системи мінімуму 80×1000 метрів, не знаючи, що через грозові збурення ця система не працює. Об 11:16:37 з диспетчером спробувала зв'язатися метеоспостерігач, яка мала намір його попередити про шторм, але той сказав, що він зайнятий і не став її слухати. В даній ситуації метеоспостерігач необхідно було знову зв'язатися з диспетчером КДП, а також із диспетчером ПДП, але вона цього не зробила.
Об 11:18:15 до аеропорту літака залишалося 20 кілометрів, коли диспетчер КДП дав вказівку переходити на зв'язок з диспетчером посадки (він же — заступник начальника аеропорту).
За 15 кілометрів від аеропорту і на висоті 400 метрів екіпаж зв'язався з диспетчером посадки і отримав вказівку повернути на курс 95°, оскільки їх віднесло вліво на 300 метрів. Крім цього, диспетчер посадки попередив, що за 6 кілометрів від ЗПС і ближче радіолокаційний контроль відсутній, що виключало заходження на посадку за РСП, але екіпаж не став приймати рішення про захід за ОСП або відхід на друге коло. Потім об 11:20:15 пілоти отримали інформацію, що вони увійшли в глісаду за 8600 метрів від ЗПС на висоті 400 метрів і точно на курсі, а також отримали дозвіл знижуватися. Тоді екіпаж доповів про випуск шасі і про готовність до посадки, на що об 11:20:24 отримав дозвіл на посадку.
Тим часом, диспетчер КДП зв'язався з метеоспостерігачем і попросив у неї дані про погоду, на що та об 11:20:25 повідомила, що небо повністю затягнуте дощовими хмарами висотою 210 метрів, йде злива, гроза, дме слабкий вітер західний (попутний призахідного на посадку Як-40), видимість становить 500 метрів. Диспетчер КДП засумнівався у видимості 500 метрів і об 11:21 зажадав зробити контрольний вимір. При цьому ні диспетчер КДП, ні метеоспостерігач не стали доповідати диспетчеру посадки про складні метеоумови, а тому той не зміг попередити екіпаж.
Як-40 заходив на посадку з приладовою швидкістю 240—250 км/год (хоча в таких умовах, згідно РЛЕ вона повинна була складати 220 км/год), вище глісади і ухилявся вправо. Через те, що екіпаж не знав фактичних даних про вітер (напрямок і швидкість), а також через помилку командира в техніці пілотування на ділянці вирівнювання, літак пройшов вхідний торець ЗПС на висоті 40-50 метрів (замість 10-15 метрів) при швидкості 250 км/год, приземлення відбулося в 1500 метрах від нього і приблизно в 1000 метрах від вихідного торця на швидкості 208 км/год Через водний шар на поверхні смуги виник ефект гідроглиссування, тобто гальма виявилися неефективними. Після пробігу літака по смузі 780 метрів, екіпаж через сильну зливу, що обмежує видимість, втратив своє місце на смузі, що в поєднанні із загрозою викочування призвело до того, що пілоти вирішили знову злітати, не знаючи, що до кінця смуги залишилося 220 метрів.
При злітному режимі двигунів авіалайнер пробіг відстань до кінця смуги, викотився на кінцеву смугу безпеки, пробіг її всю і виїхав на пухкий ґрунт. Оскільки пухкий ґрунт почав гальмувати літак, а попереду були перешкоди, то екіпаж за 450 метрів від вихідного торця ЗПС припинив зліт. Продовжуючи слідувати за інерцією, Як-40 виїхав за межі аеродрому і через 95 метрів (1075 метрів від ЗПС) врізався правою площиною крила в будку, при цьому від удару відірвало частину площини. Продовжуючи рух, авіалайнер зні два дерева, переїхав шосе, після чого викотився на поле, перекинувся на ліву площину крила (його при цьому відірвало), зруйнувався і загорівся. Сталося це об 11:22:49.
Безпосередньо на місці загинули 5 пасажирів. Пізніше в лікарнях від отриманих травм померли обидві стюардеси (Неоніла Горєєва та Ірина Колесник) та один пасажир. Таким чином, усього в катастрофі загинули 8 осіб.

## Причини
Висновки комісії:
1. Посадка літака в аеропорту Бердянськ проводилася при небезпечних метеоявищах, прогноз погоди, за яким екіпаж приймав рішення на виліт, коректив до нього і прогноз погоди на посадку за 10:50, не виправдалися.
2. Метеозабезпечення та управління повітряним рухом на аеродромі Бердянськ було організовано незадовільно. Порушення диспетчером КДП керівних документів МГА зумовили посадку літака в умовах нижче мінімуму аеродрому, відсутність у екіпажу фактичної метеоінформації і невжиття ним заходів щодо запобігання авіаційної події. Начальник АМСЦ не забезпечив роботу техніків-спостерігачів в повному складі (замість двох працював один). З цієї причини спостереження на БПРМ в порушення вимог НМО ГА-82 не були організовані. Інженер-синоптик АМСЦ при погіршенні видимості до 2000 метрів і нижче не доповіла диспетчеру КДП про неможливість організувати метеоспостереження на БПРМ для підвищення мінімуму аеродрому і не склала коректив чинного прогнозу погоди, в якому не передбачалося погіршення видимості до 500 метрів в зливному дощі і вітер західної чверті зі швидкістю 8 м/с з поривами до 11 м/с.
3. Відсутність у екіпажу даних про фактичний напрямок та швидкість вітру при польоті за курсом і глісаді, помилка КВС в розрахунку на посадку з перельотом при великій шляховий швидкості призвели до посадки з перельотом на 1500 метрів і створення складної ситуації. Неправильні дії екіпажу при пробігу по ЗПС, покритої атмосферними опадами (невимкнення бічних двигунів, невикористання повністю всіх засобів гальмування) призвели до переходу складної ситуації в аварійну. Рішення КПС в порушення НПП ГА-85 і РЛЭ Як-40 на здійснення зльоту і виведення двигунів на злітний режим при відсутності необхідних умов для зльоту при обмеженій видимості призвели до переходу аварійної ситуації в катастрофічну.